# فتح جنگ
فتح جنگ (به انگلیسی: Fateh Jang) یک شهر در پاکستان است که در ناحیه اتک واقع شده‌است.